# Prokopi Liapunov
Prokopi Petróvich Liapunov (en ruso: Прокопий Петрович Ляпунов; ¿?-22 de julio de 1611) fue un estadista ruso de origen rúriko, que ayudó a liberar Moscú de las campañas polacas.
Después de la muerte de Borís Godunov, Prokopi y su hermano Zajari Liapunov se pusieron de parte de Dimitri I. A principios de 1606 tomó parte en la Rebelión de Bolótnikov del lado de los rebeldes. En noviembre de 1606, desertó del bando de Bolótnikov y se entregó a las autoridades de Basilio IV. Tras su arrepentimiento fue nombrado dvoryanín (caballero) de la duma boyarda (1607). Entre 1608 y 1610 Liapunov lideró el ejército de siervos contra una rebelión de campesinos en la región de Riazán y contra los seguidores de Dimitri II. En julio de 1610, Liapunov fue uno de los instigadores del derrocamiento de Basilio IV.
Cuando el ejército polaco ocupó Moscú en 1611, Liapunov, inspirado por las proclamas del Patriarca Hermógenes, levó el Primer Ejército de Voluntarios del Pueblo y se convirtió en su líder. En marzo de 1611, este ejército sitió Moscú, bloqueando a los invasores. En verano de 1611, Liapunov era prácticamente el jefe del gobierno interino. El 30 de junio de ese año, promulgó un decreto que reinstauraba las regulaciones sobre los siervos, violando sus propias promesas de "libertad y salario" para los cosacos. A raíz de este hecho, fue asesinado por cosacos indignados el 1 de agosto (22 de julio en el calendario juliano). La idea del Ejército de voluntarios fue tomada por Dmitri Pozharski, quien finalmente liberaría Moscú de los polacos en 1612.